# Permianos

Fínicos, eslavos e cazares por volta do século IX. Os permianos estão indicados em vermelho

Os permianos são os integrantes de um ramo dos povos fino-úgricos que inclui os komis e os udmurtes, e que falam as línguas pérmicas. Anteriormente conhecidos pelo nome de biármios, embora recentes pesquisas no substrato fino-úgrico dos dialetos usados no norte da Rússia sugerem que em Biármia viviam também diversos outros grupos fino-úgricos além dos próprios permianos.
Os ancestrais dos permianos habitavam originalmente a terra chamada de Pérmia, que abrange boa parte do rio Kama. Os permianos se dividiram em dois grupos no século IX.
Os komis passaram para o domínio da República da Novogárdia no século XIII, e se converteram ao cristianismo ortodoxo entre 1360 e 1380. Entre 1471 e 1478 suas terras foram conquistadas pelo Grão-Ducado de Moscou, que posteriormente se tornou o Domínio do Czar. No século XVIII as autoridades russas abriram as terras ao sul para colonização, e as regiões ao norte se tornaram um lugar destinado ao exílio de criminosos e prisioneiros políticos.
Os udmurtes passaram pelo domínio dos tártaros, da Horda Dourada e do Canato de Cazã até que sua terra natal fosse cedida à Rússia e seu povo cristianizado, no início do século XVIII.